# アベル・タドル
アベル・タドル（Abel Tador、1984年10月28日 - 2009年6月14日）は、ナイジェリア出身のプロサッカー選手。2008–09年のシーズンは バイェルサ・ユナイテッドFCにでキャプテンを務め、ナイジェリアプレミアリーグの優勝へと導いた。
2009年6月14日のワッリ・ウルブス戦で2－2の引き分けで優勝を決めた。しかし優勝を決めて弟の運転する車で家へと戻ると途中の夜11時頃、南部デルタ州で武装強盗犯に襲われ射殺された。